# ONLY YOU (JASMINEの曲)
『ONLY YOU』（オンリー・ユー）は、日本のシンガーソングライターJASMINEの楽曲。彼女の7枚目のシングルとして2011年7月27日にソニー・ミュージックアソシエイテッドレコーズより発売された。この歌はJASMINEとT-SKによって書かれた。音楽的にはラブソングとされ、歌詞は「大切な人への思いと、その出会いを通じて新たな自分を知った喜び」について歌っている。

## 背景
シングルの発売情報は、2011年6月9日にJASMINEの公式サイトで初公開された。着うたは7月6日の配信を予定していたが、6月29日に早められた。このシングルを携え、同年8月からアコースティックライブツアー「JASMINE Acoustic Live 2011 SUMMER !!!」に乗り出す。
今作は、東日本大震災直後の4月に書かれた。震災で心身ともに疲弊した人たちを癒すものとして、JASMINEの中にある「愛」について歌っている。歌詞については、彼女は恋愛について歌っていると解釈するのが無難だろうが、子どもがいる人は子どもについて歌っていると思うだろうし、店を持っている人はその店について歌っていると思うかも知れないと、述べている。彼女はこの曲を書く前日にゴスペルを聴きに行っており、その影響も受けている。カップリングの「Addiction」は、2010年11月から12月にかけて行われた彼女のライブツアー「JASMINE LIVE TOUR 2010〜GOLD〜」で披露され、ファンの間で音源化が望まれていたアッパーチューンである。

## 批評
『hotexpress』の武川春奈は、今までJASMINEのバラード曲の中で最も感動を呼ぶ曲は「DREAMIN'」だったが、今作はそれを超える力を持っていると批評。また、攻撃的な曲が目立っていた中で今作は“普遍的な愛”を歌っており、今までで1番シンプルでありながら、多くの人を救うであろうと、コメントした。『リッスンジャパン』は、「大切な「あなた」への思い、そして「あなた」と出会って知った喜びを、温かく歌い上げたラブ・バラード」とコメントした。

## チャート成績
2011年7月26日付けの日本レコード協会による着うたフルのダウンロード数を集計したRIAJ有料音楽配信チャートで初登場19位。8月1日付けのオリコン週間チャートで初登場59位。

## 収録曲
| #         | タイトル                    | 作詞                   | 作曲                                | 編曲      | 時間  |
| --------- | --------------------------- | ---------------------- | ----------------------------------- | --------- | ----- |
| 1.        | 「ONLY YOU」                | JASMINE                | JASMINE、T-SK                       | MANABOON  | 4:44  |
| 2.        | 「Addiction」               | JASMINE、Jeff Miyahara | JASMINE、Miyahara、Yuichi Hayashida |           | 3:41  |
| 3.        | 「ONLY YOU」(instrumental)  | JASMINE、T-SK          | JASMINE、T-SK                       | MANABOON  | 4:44  |
| 4.        | 「Addiction」(instrumental) | JASMINE、Miyahara、    | JASMINE、Miyahara、Hayashida        |           | 3:39  |
| 合計時間: | 合計時間:                   | 合計時間:              | 合計時間:                           | 合計時間: | 16:50 |

## チャート
| チャート（2011年）                         | 最高 順位 |
| ------------------------------------------ | --------- |
| RIAJ有料音楽配信チャート                   | 19        |
| オリコン週間                               | 59        |
| ビルボードJapan Adult Contemporary Airplay | 58        |

## 発売日一覧
| 地域 | 発売日        | 規格                 |
| ---- | ------------- | -------------------- |
| 日本 | 2011年6月29日 | 着信音               |
| 日本 | 2011年7月20日 | 携帯端末向けフル配信 |
| 日本 | 2011年7月27日 | CD                   |